# Roman Szczygieł
Roman Szczygieł (ur. 22 lutego 1920 w Krzeczowicach, zm. 8 stycznia 1990 w Otwocku) – polski ksiądz pallotyn.

## Życiorys
Ksiądz Roman Szczygieł urodził się 22 lutego 1920 w miejscowości Krzeczowice w diecezji przemyskiej. Ukończył pallotyńską szkołę Collegium Marianum w Wadowicach. W sierpniu 1939 rozpoczął nowicjat w Sucharach. Po wybuchu II wojny światowej udał się do domu rodzinnego, przerywając nowicjat. Ponownie rozpoczął go w sierpniu 1941.
Święcenia kapłańskie przyjął 1 maja 1947 w Gnieźnie z rąk bp. Lucjana Bernackiego. Po święceniach został skierowany do Chełmna, a w następnym roku – do Gdańska. Rok później był już w Sucharach jako duszpasterz oraz spowiednik nowicjuszy.
Pod koniec sierpnia 1950 został skierowany do Otwocka na kurację, ponieważ wykryto u niego początki gruźlicy płuc. Przebywał też w Ołtarzewie. W czasie, gdy duszpasterzował w Prabutach, gruźlica tak się rozwinęła, że skierowano go do szpitala w Otwocku. Przez 22 lata przebywał tam na wspólnej sali szpitalnej. W 1983 udał się do Diecezjalnego Domu Emerytów jako kapelan. W pallotyńskim domu w Otwocku zamieszkał w 1987.
Jego bliskim znajomym był pisarz Jerzy Zawieyski. Z teologów najbardziej cenił Josepha Ratzingera.
Zmarł w wieku 69 lat w Otwocku. Spoczął w pallotyńskiej kwaterze na tamtejszym cmentarzu parafialnym.